# Екологічне волонтерство
Екологічне волонтерство — це добровільна діяльність, спрямована на збереження навколишнього середовища та вирішення екологічних проблем. Таке волонтерство розвинуте майже у всіх країнах та зазвичай створюється за ініціативи самих громадян.
Волонтери беруть участь у різних акціях (по посадці дерев, наприклад), допомагають на природоохоронних територіях  (прибирають сміття), беруть участь у громадському інспектуванні (займаються питаннями вирубки лісів, забудовами, забруднення води тощо). Вони також проводять зустрічі зі школярами для обговорення екологічних тем, займаються збором інформації, беруть участь у програмах Грінпіс та ін.
Говорячи про всесвітні екологічні організації, слід зауважити, що їх принципи майже однакові й включають в себе збереження біорізноманіття планети, раціональне використання природних ресурсів та зменшення забруднення та марнотратного використання.

## Екологічне волонтерство в Україні
На даний момент екологічне волонтерство в Україні не є дуже поширеним. Одна з найдавніших і найвідоміших організацій, що займається екологічним волонтерством є —  WWF. Основні напрямки, за якими працює WWF, це — охорона лісів, прісноводних водойм, морів та океанів, збереження видів флори та фауни, мінімізація використання токсичних речовин, зміна клімату тощо.